# Lejlighed med kamera
|  | Denne artikel er oprettet af botten PalnaBot ud fra en ekstern database. Den kan derfor have sproglige fejl eller mangler. Denne skabelon kan fjernes efter kontrol af indholdet. |

Lejlighed med kamera er en dokumentarfilm instrueret af Martin Køhler Jørgensen efter manuskript af Martin Køhler Jørgensen.

## Handling
Filmen handler om at se. Hovedperson og instruktør spærrer sig frivilligt inde i en lejlighed i 14 dage for at lave en film om overvågning. Under denne frivillige isolation forsøger Instruktøren Martin, at finde sin gamle barndomsforelskelse. Dette bliver dog en del sværere end han har regnet med. Videodørtelefonen og de venner der besøger ham i lejligheden, spiller en vigtig rolle i filmen.